# ハーレーダビッドソン・VRSC
VRSC（ブイアールエスシー）とは、アメリカ合衆国のオートバイ製造会社ハーレーダビッドソン初の水冷エンジンを搭載したオートバイのシリーズ名である。V-RODファミリーとも呼ばれる。

## 概要
ハーレーダビッドソンの持つ「空冷VツインOHVエンジン」というイメージを覆し、唯一の水冷DOHCエンジン搭載車として登場した。
VRSCシリーズはVRSCA、VRSCB、VRSCR、VRSCD、VRSCAW、VRSCDX、VRSCF（日本への導入は不明）の7機種をラインナップしてきた。2009年モデルではVRSCAW、VRSCDX、VRSCFの3車種となっている。V-ROD、V-ロッド、VRSC、表記はさまざまである。亜種として、メーカー純正の市販ドラッグレーサー、VRXSEがある。
2017年モデルをもって生産終了。

## 車両解説
「鼓動（エンジン音）」「振動（エンジンの揺れ）」「空冷」「VツインOHVエンジン」といったハーレーダビットソンが持っていた既成概念を超えて、高回転型DOHCエンジンの滑らかなエンジンフィーリングとともに他社製大型バイクに対抗しうるスムーズでパワフルな走行性能を目指して作られたパフォーマンスモデル。空冷のオートバイにはない冷却装置、ラジエターを車体のデザインに溶け込ませることでハーレーらしい堂々とした風格、スタイリングも忘れていない。創始者の子孫であり、ハーレーダビッドソン製オートバイのデザインを統括しているウイリー・G・ダビッドソンに、「正しくこれはハーレーだ」と言わしめた程である。
ハーレー社は1990年代半ばAMAスーパーバイクレースに水冷Vツインエンジンを搭載したアルミツインチューブフレーム＋フルカウルという形状のVR1000で参戦していた。VRSCシリーズの開発初期段階に、このVR1000のエンジンをダイナモデルらしきフレームに搭載してテストしている様子が、記録映像として残されている。

## モデル一覧

### 2002年
ポルシェとの共同開発による水冷V型4気筒DOHCエンジンをルーツに、その後は水冷V型2気筒DOHCエンジンとして独自に改良を重ねハーレーダビッドソン製としては初の市販型水冷DOHC Vツインエンジン（レボリューションエンジン）を搭載したVRSCAが誕生した。

### 2004年
高めの値段設定(ダイナとソフテイルの中間ほど)であったVRSCAの廉価版となるべくメッキパーツをブラックアウトしたVRSCBを販売。VRSCAに比べ20万円近く安い価格設定と、黒くまとめられたコンセプトが人気を博し、現在に続くナイトロッドスペシャルの元となる

### 2005年
高性能なエンジンとは裏腹にフォワードコントロールによってコーナリングを苦手としていた弱点を克服すべく、よりスポーツ性を高めたVRSCR(ストリートロッド)を販売。若干の馬力アップやブレンボ製ブレーキの搭載、バックステップに近い位置の乗車姿勢、車高を上げフロントフォークを起こしたフォルムなどで走行性を上げたが、VRSCの持つクルーザーのイメージと違い受け入れられず2007年に販売が終了している。
なお、ストリートロッドの登場により「V-Rod」と呼ぶとVRSCAかVRSCB(ナイトロッドの登場後はVRSCAシリーズのみ)をさすようになる

### 2006年
CVOモデルの一つとしてVRXSE(デストロイヤー)が登場。また、VRSCBの後継車種としてよりブラックの度合いを強めたVRSCD(ナイトロッド)が登場。VRSCAより安価ながら黒くまとめられた外装、扱いやすいミドコントロールステップなど人気を博した。
また、2006年より全モデルでブレンボ製ブレーキがおごられている

### 2007年
マフラーやエンジンカバー等まだ一部にメッキパーツを残していたVRSCD(ナイトロッド)のほぼすべてのパーツをブラックアウトし後輪を240という非常にワイドなサイズに変更したVRSCDX(ナイトロッドスペシャル)が後継車種として登場。また2002年より続いていたVRSCAも後輪を240サイズに変更したVRSCAW(V-ロッド)として販売。

### 2008年
排気量が1246ccにアップし、スリッパークラッチが新たに装備された。また2007モデルではオプションだったABSを標準装備しており、これにより各車エキゾーストパイプが若干の変更を受ける。ハーレーダビットソン105周年記念車として記念カラーとバッジをおごられた。VRSCAWはフロントホイールをスポーク化した。

### 2009年
VRSCF(ブイロッドマッスル)が登場。車高を低く保ったまま左右二本出しとなった専用エグゾーストや倒立フロントフォーク、一体型リアコンビネーションLEDランプ等を装備している。またエアクリーナーカバーもリベット留に見える専用品。

### 2010年
VRSCシリーズの源流となるVRSCAWがカタログから消え、生産終了となる

### 2011年
VRSCF(ブイロッドマッスル)とVRSCDX(ナイトロッドスペシャル)のみの生産となる、なお、この年から標準装備のタイヤがダンロップからミシュランに変更され若干タイヤ持ちがよくなる

### 2012年
VRSCDXがモデルチェンジされると同時に、VRSCシリーズ10周年を記念してVRSCDX ANV(10thアニバーサリーエディション)が販売される。従来型からの大きな変更点としては、ハンドルグリップ位置が約75mm及びステップ位置が約25mm手前に移動された。また、フロントフォークが倒立式に変更されているが、VRSCFに装着されている倒立式フロントフォークとの共通性は無い。

## VRSCファミリー
- VRSCA - 2001年登場モデル　「アノダイズドアルミ」と呼ばれる、クリアーアルマイト仕上げのアルミ外装が特徴。2006年モデルまで生産。
- VRSCB - ハンドルバーがライザーによる支持方式に変更。黒塗装のエンジンになり、カバー類がポリッシュ仕上げに。
- VRSCD - Bモデルをベースに、ミッドコントロール+ハイウェイペグ+ビキニカウル装備に。2008年モデルまで生産。
- VRSCF - V-RODマッスルと表記されている。
- VRSCR - Dモデルをベースに、倒立フロントフォーク＋新設計リアサスペンション変更、車高をスポーツバイク並に高めた。ホイールは中空タイプの多スポーク型キャストホイールになり、Fタイヤは他モデルと同サイズながら内部構造の違う専用タイヤが純正指定されている。外装部品は一部形状や素材が変更になり、他モデルとの互換性を全く持たない。
- VRSCAW - V-RODとも表記。2007年モデルから登場。Aモデルがベースで、リアに240ミリワイドタイヤを装備。クーラントリザーバ位置が変更。大容量燃料タンクを採用、航続距離が伸びた。2008年モデルはABSを標準装備。
- VRSCDX - 2007年モデルから登場。AWモデルがベースで、フォワードコントロール＋リアに240ミリワイドタイヤを装備。Dモデルとほぼ同じフェイスまわりを持つ。クーラントリザーバ位置が変更。大容量燃料タンクを採用、航続距離が伸びた。艶消し黒塗装仕上げの専用エキゾーストシステムを装備。2008年モデルはABSを標準装備。ナイトロッドスペシャルとも表記。
- VRXSE -　2006年モデルから登場。Aモデルベースの市販ドラッグレーサーであり、VINナンバーも5HDから始まる通常のタイプではない。日本国内ではナンバー取得ができない、クローズドコース専用車両となる。保安部品はブレーキランプ以外なし。1300ccエンジン＋大型オイルパン、アッパーフォークブラケット＋ドラッグバー、エアシフター、ウイリーバー、アジャスタブルレブリミッター＋シフトインジケータライト、前後の専用ホイール＋ドラッグスリックタイヤ、ロックアップクラッチ、オープンヘダーマフラー等が専用装備となる。
- 日本仕様の2008年モデルは、本国ではオプション装備の前後ABS（アンチロック・ブレーキ・システム）を、全車標準装備としている。よって、各々の名称がVRSCAWA、VRSCDA、VRSCDXAとなる。

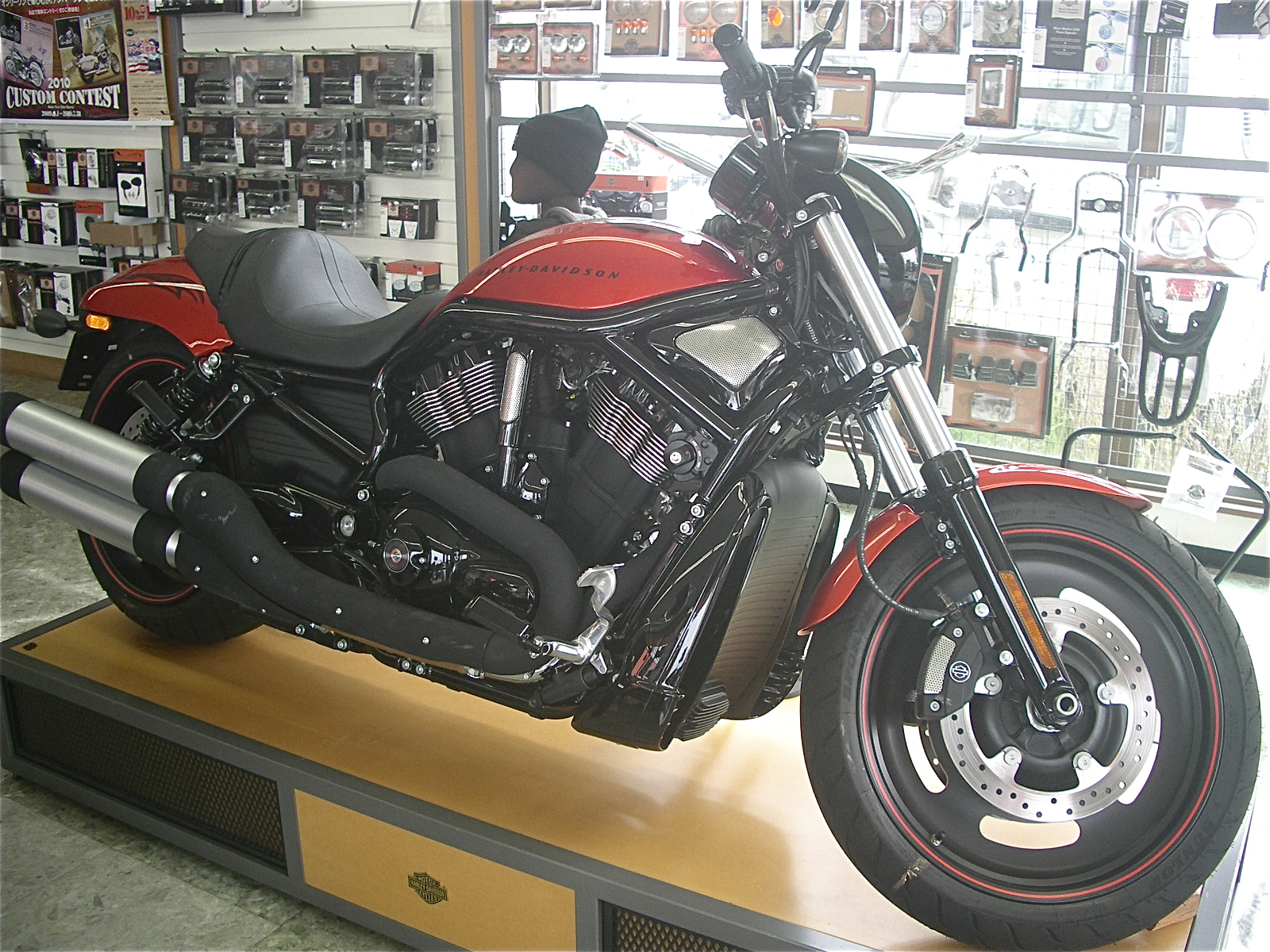
2008年VRSCDXナイトロッドスペシャル
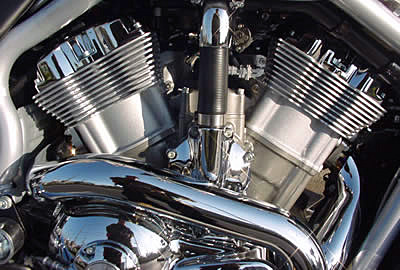
V型水冷DOHCレボリューションエンジン
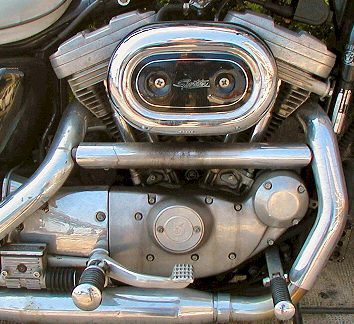
V型OHVエボリューションエンジン